# Les Gordons
Les Gordons är en svensk popgrupp från Örebro som bildades 2009 av Jonatan Renström och Albert Björliden.

## Historik
Bandets nuvarande uppställning tog form 2018 och består dessutom av medlemmarna Louis Andersson Luthman, Dan Göransson, Niklas Pantéon och Andreas "Roland" Wendelsson.
Indie/pop/rockbandet Les Gordons blev utvalda av Sveriges Television att delta i Melodifestivalen2017 från finalen av Svensktoppen nästa 2016 som avgjordes i Linköping. I melodifestivalen tävlade bandet i deltävling fyra i Skellefteå där de kom på sjätte plats med låten "Bound to Fall".
I slutet av mars 2019 turnerade bandet i Amsterdam och Tyskland där de bl.a. spelade på rockbaren The Waterhole, Amsterdam och Kulturschock, Königshofen. 

## Diskografi

### Album
- 2015 "Les Gordons"
- 2018 "Going Down the Killer Slope"

### EP
- 2016 "Need to feel"

### Singlar
- 2017 "Let the Music Speak"
- 2017 "Bound To Fall"
- 2015 "Downtown (Where the Boys are Playing)"
- 2015 "The Groove of the Week"
- 2014 "Backbeat"
- 2014 "Got No Need"
- 2013 "I´m Gonna Leave this Town"